# Hanns Braun
Johannes Braun, detto Hanns (Wernfels, 26 ottobre 1886 – Croix-Fonsomme, 9 ottobre 1918), è stato un velocista e mezzofondista tedesco, vincitore di due medaglie d'argento e una di bronzo ai Giochi olimpici.